# Macaroni
Pour les articles homonymes, voir Macaroni (homonymie).
Les macaronis (en italien : maccheroni) sont une variété de pâtes alimentaires, à base de semoule de blé dur, en forme de longs tubes allongés de 5 à 6 cm.
Le terme dérive d'un mot italien dialectal, macarone (littéralement « pâte fine »), probablement d'origine grecque. Une autre étymologie probable du mot vient du berbère amazigh sicilien, macarone, qui veut dire pâte dure par analogie avec les  muqarnas du plafond en stuc de la chapelle palatine de Palerme ainsi nommés.

## Historique

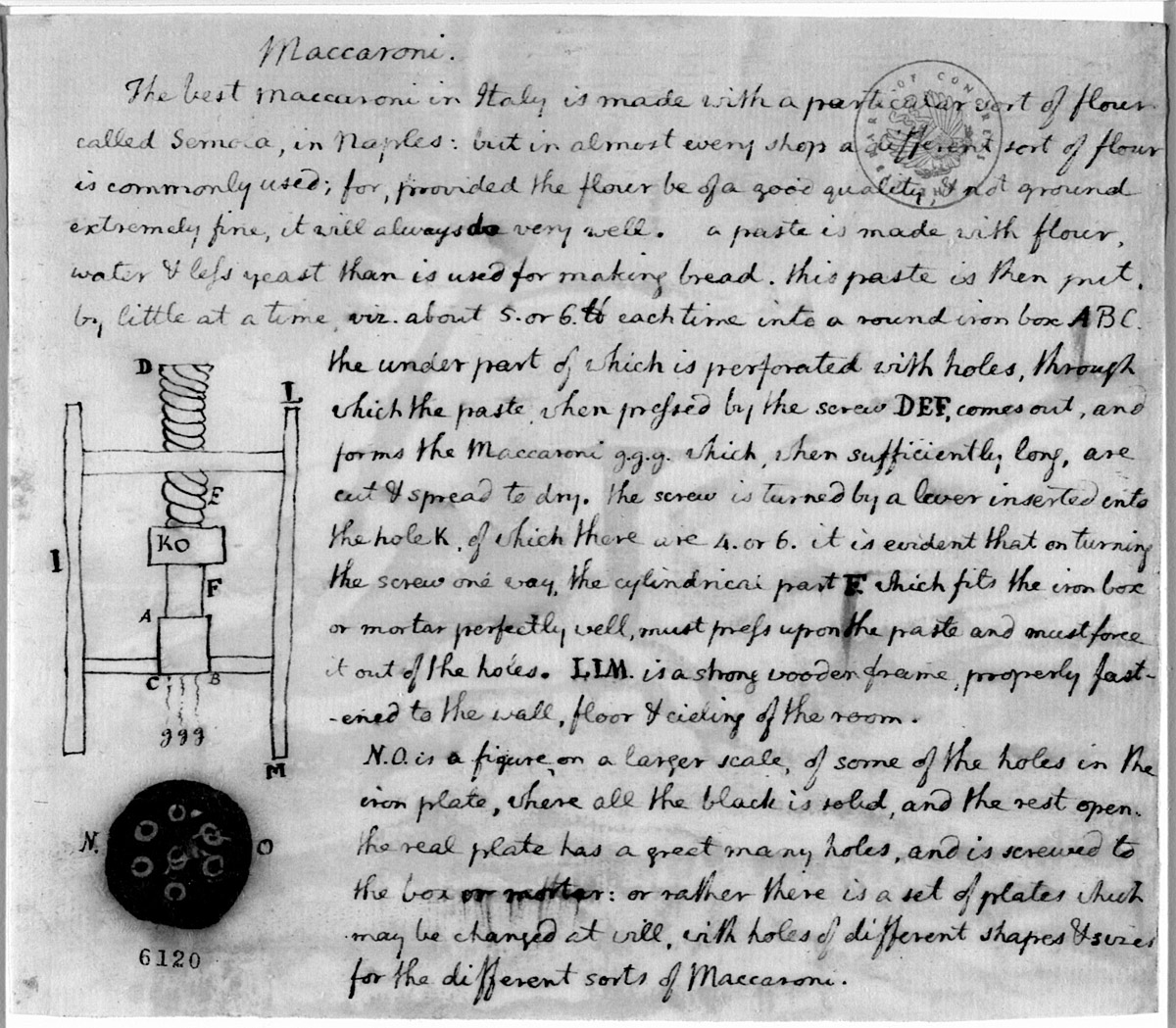
Dessin d'une machine à macaronis et explications de Thomas Jefferson, vers 1787.

Selon la légende, les macaronis auraient été apportés en Italie de la lointaine Chine, par Marco Polo, en 1292. Cette hypothèse a été réfutée depuis longtemps, car il semble que les macaronis étaient déjà introduits en Italie depuis au moins un siècle comme les pâtes sèches en général : le géographe nord africain, Al Idrissi, qui a vécu en Sicile au XIIe siècle, témoigne d'une véritable industrie sicilienne de pâtes alimentaires (itrija), dont le centre était Trabia. L'origine berbère semble être confirmée par l'étymologie de ce terme dérivant d'éléments architecturaux berbere de la chapelle de Palerme. Par ailleurs, Abderazzak al Djazairi, médecin du XVIIe siècle parle des macaronis « الماقرون » dans son chapitre « Itrya » réservé aux bienfaits des pâtes sur la santé.

## Usageargotique
Par extension, « macaronis » est, dans certains pays francophones, un surnom péjoratif employé autrefois pour désigner les immigrés italiens. En Italie, en revanche, le terme peut désigner, de manière familière, l'organe sexuel masculin. « Giovanni a un tout petit macaroni. » Cette utilisation du terme est pourtant désuète.
Macaroni, employé la plupart du temps au pluriel, est aussi le terme sous lequel on désigne une catégorie de jeunes voyageurs du monde britannique, de la fin du XVIIIe siècle et du début du XIXe siècle, qui affectent d'emprunter des mœurs et des coutumes étrangères. On peut les comparer aux Incroyables et Merveilleuses français du Directoire ou en faire les ancêtres des dandys.
C'est aussi le nom familier souvent donné aux fistuleuses, un type de spéléothème correspondant à une stalactite creuse.

## Culture populaire
Au Canada français, « Macaroni » est le prénom du personnage principal de la populaire série télévisée québécoise Macaroni tout garni. Cette série, s'adressant surtout aux enfants, a été diffusée jusqu'en 2004.